# Reiner Gamma
Reiner Gamma (γ) és una característica d'albedo situada sobre la superfície de la Lluna, localitzada a l'Oceanus Procellarum, a l'oest del cràter Reiner. És un dels remolins lunars més visibles des de la Terra, visible amb la majoria de telescopis. Originalment es creia que era un altiplà lunar, però els científics es van adonar que no feia cap ombra a la superfície.
El seu centre es troba en les coordenades 7° 23′ N, 58° 58′ O / 7.39°N,58.96°O. Té un diàmetre de 73,44 km. Presenta una albedo més alta que la superfície relativament fosca del mare circumdant, amb un aspecte difús, un distintiva configuració de remolí lunar i una forma ovalada concèntrica. Altres elements d'albedo característic relacionats amb Reiner Gamma es localitzen a través de la superfície lunar a l'est i sud-oest, formant patrons amb aspecte de bucle sobre el mare.

## Origen
Fins fa poc temps, l'origen de Reiner Gamma ha sigut un misteri. Episòdicament, no està associat amb cap altra irregularitat concreta de la superfície lunar. Recentment, es van descobrir elements similars al Mare Ingenii i al Mare Marginis per aeronaus en òrbita. El remolí del Mare Ingenii està localitzat en el punt oposat de la Lluna (antípoda) del centre del Mare Imbrium. Així mateix, el situat sobre el Mare Marginis és oposat al punt central del Mare Orientale.
Alguns científics han opinat que els remolins poden ser el resultat de les energies sísmiques generades pels impactes que van crear aquests mars lunars. Desafortunadament, en el cas de Rainer Gama no existeix tal formació de mare a la superfície oposada de la Lluna (tot i que el gran cràter Tsiolkovskiy es troba a un diàmetre de distància).

## Localització i característiques
L'element central de Reiner Gamma s'assembla al patró que genera un imant que atreu llimadures de ferro disposades sobre un paper per sota. Les naus espacials d'òrbita baixa han observat un camp magnètic relativament fort associat amb cadascuna d'aquestes marques de diferent albedo. També s'ha especulat amb que aquest camp magnètic i els patrons van poder ser creats per impactes de cometes. Així i tot, l'explicació definitiva encara és incerta, encara que recents estudis mitjançant modelització per ordinador semblen sostenir aquesta última hipòtesi de forma concloent (vegeu: remolí lunar).
La força del camp magnètic en Reiner Gamma és d'aproximadament 15 nT (mesurat a una altitud de 28 km). Aquesta és una de les més fortes anomalies magnètiques localitzades a la Lluna. La força del camp de Rainer Gamma és suficient gran com per a formar una petita magnetosfera que cobreix uns 360 km de la superfície, formant una gruixuda regió de 300 km de plasma on els fluxos del vent solar són desviats al voltant del camp. Atès que les partícules del vent solar són un conegut agent enfosquidor de la superfície lunar, el camp magnètic en aquest lloc pot explicar la conservació d'aquestes marques d'albedo característiques.
En els primers mapes lunars de Francesco Maria Grimaldi, Rainer Gama era incorrectament identificat com un cràter. El seu col·lega Giovanni Riccioli en aquells dies el va anomenar Galilaeus, en memòria de Galileo Galilei. El 1935, la Unió Astronòmica Internacional (UAI) el va anomenar Reiner Gamma en honor del matemàtic i astrònom italià Vincenzo Renieri (1606-1647), i el nom de Galilaeus va ser transferit a l'actual cràter Galilaei, situat al nord-oest.
|  |